# Highbury

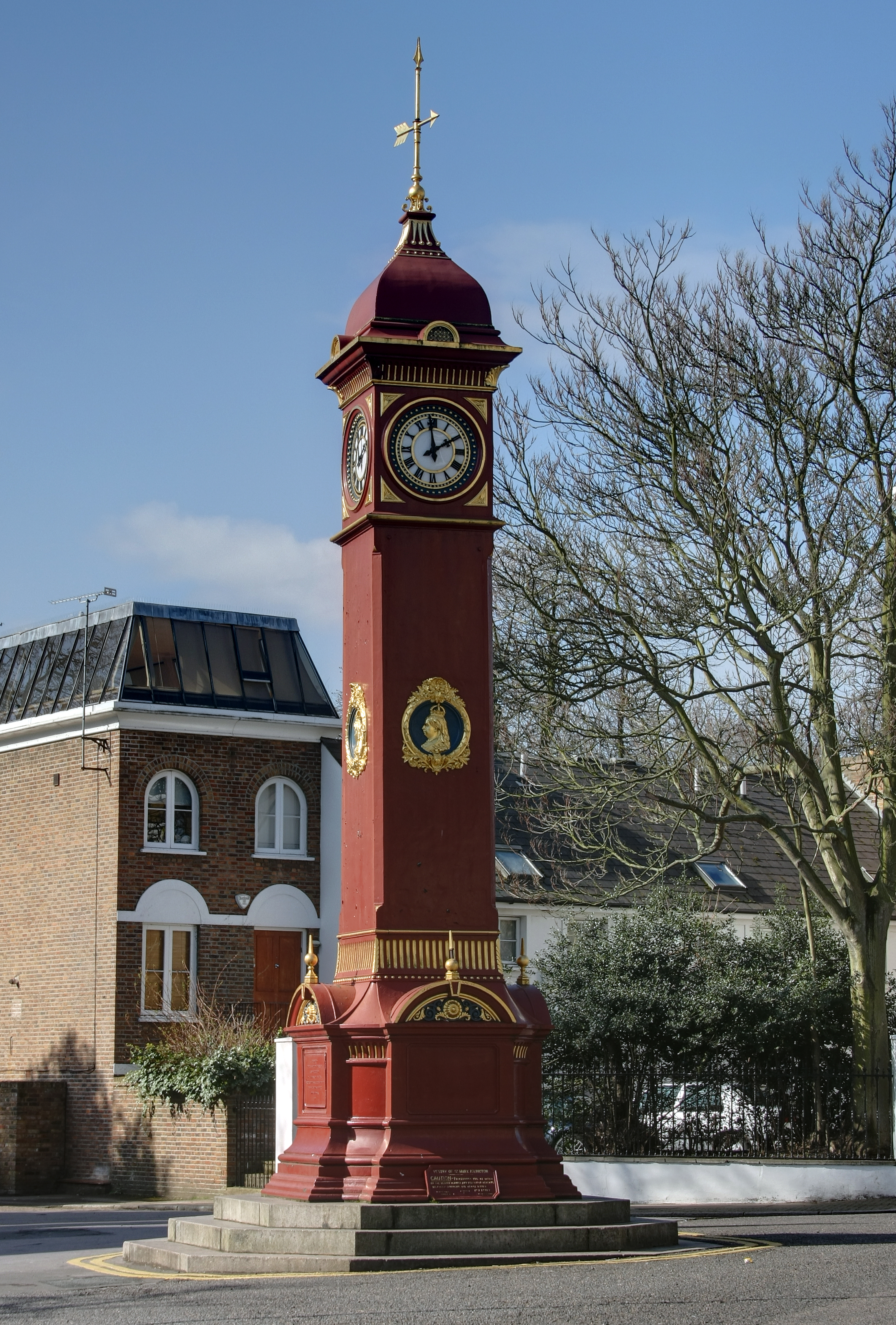
Tháp đồng hồ Highbury nằm ở phía bắc Highbury Fields, xây dựng năm 1987 để kỉ niệm 60 năm triều đại Nữ hoàng Victoria.

Highbury là một quận thuộc Khu Islington, Luân Đôn, Anh. Theo thống kê năm 2001, Highbury có dân số là 21.959. Trong đó 75% là da trắng, 11% da đen và 6% người châu Á. 40% dân số Highbury có hộ khẩu ở đây. Đây là một vùng đất đa chủng tộc. Quận này có sân vận động Highbury, là thánh địa của câu lạc bộ bóng đá Anh Arsenal.